# Anders Jans Sjögren
Anders Jans Sjögren o Shegren (1794-1855) fou un filòleg suec de Finlàndia. Treballà per a l'Acadèmia de Ciències de Sant Petersburg, estudià els dialectes lapons i el 1826 va visitar el país dels livonià i va trobar 22 parlants de la seva llengua. Posteriorment va recórrer les terres dels pobles ugrofinesos del Volga, va descobrir els vepses i més tard estudià la llengua i costums dels ossets i en va compondre gramàtiques que serviran com a base per a normalitzar literàriament l'osset.

## Obres
- Anteckningar om församlingarne i Kemi-Lappmark (1828)
- Die Sürjänen, ein historisch-statistisch-philologischer Versuch (1829)
- Über die finnische Bevölkerung des St. Petersburgischen Gouvernements und über den Ursprung des Namens Ingermanland (1833)
- Ossetische Sprachlehre (1841)
- Grammatik der ossetischen Sprache (1844)
- Ossetische Studien (1848)
- Zur Ethnographie Livlands (1849)
- Gesammelte Schriften (postum 1861, herausgegeben von Ferdinand Johann Wiedemann; Nachdruck 1969):
  - Historisch-ethnographische Abhandlungen über den finnisch-russischen Norden
  - Livische Grammatik nebst Sprachproben
  - Livisch-deutsches und deutsch-livisches Wörterbuch